# Erica quadrangularis
Erica quadrangularis là một loài thực vật có hoa trong họ Thạch nam. Loài này được Salisb. mô tả khoa học đầu tiên năm 1796.

## Hình ảnh

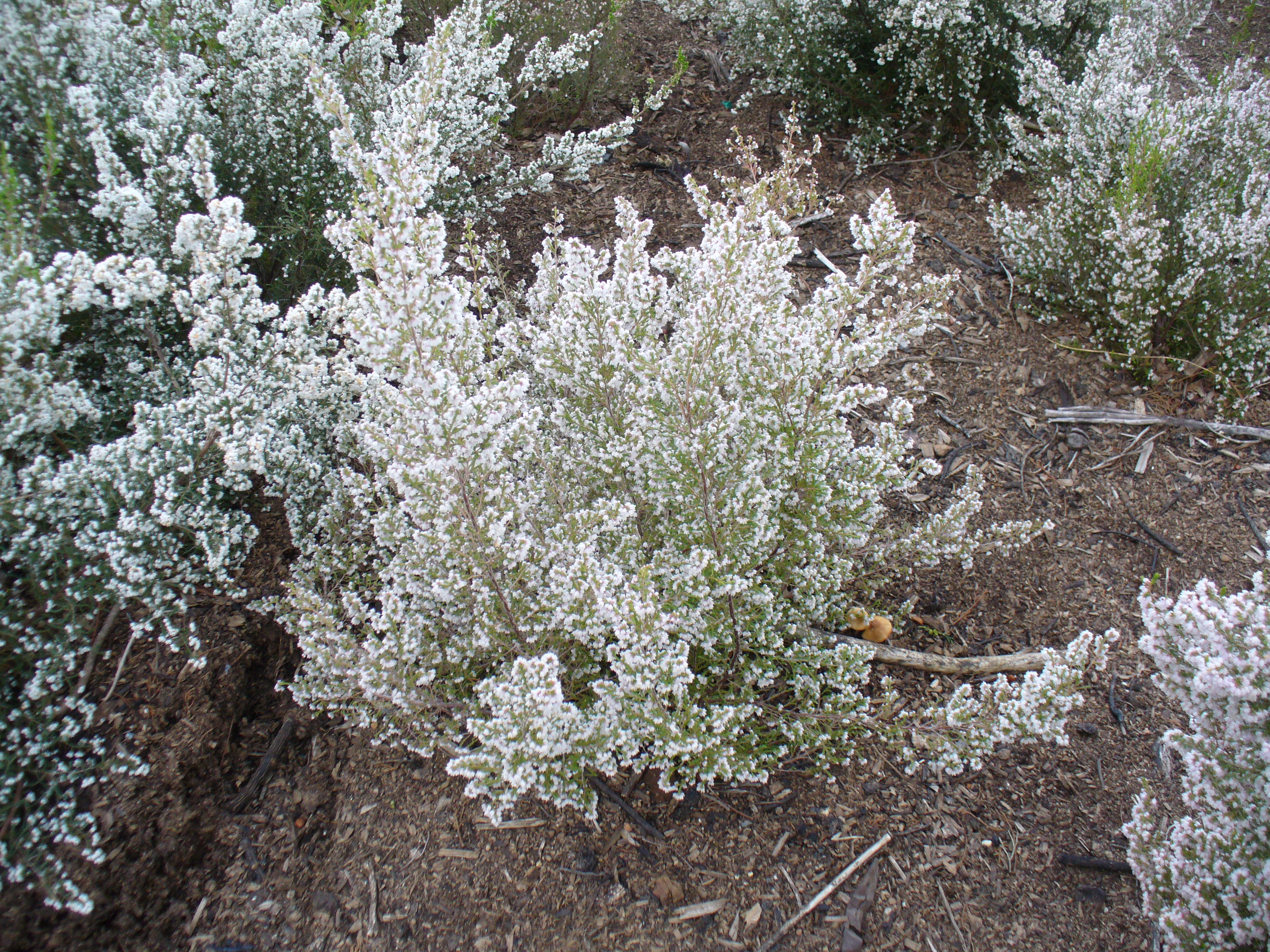